# Степшинский
Степшинский — починок в Никольском районе Вологодской области.
Входит в состав Теребаевского сельского поселения, с точки зрения административно-территориального деления — в Теребаевский сельсовет.
Расстояние по автодороге до районного центра Никольска — 30 км, до центра муниципального образования Теребаево — 14 км. Ближайшие населённые пункты — Черная, Подольская, Нагавицино.
По переписи 2002 года население — 41 человек (21 мужчина, 20 женщин). Всё население — русские.